# Sztárok és párok
A Sztárok és párok a Couple or Not című műsoron alapszik, a Pénzt vagy éveket! testvérműsora.
A műsor 2018. október 10-én indult a TV2-n. Műsorvezetője Kasza Tibor volt.

## Története
2018. május 8-án Fischer Gábor, a Média Hungary konferencián bejelentette, hogy egy újabb sztárpáros szóló vetélkedőt indít. 2018. szeptember 24-én a TV2 Csoport a 2018-as őszi sajtótájékoztatóján bejelentették a műsor kezdési időpontját. A műsor szerda és csütörtök esténként futott.

## A műsor menete
A műsorban az ismert emberek ezúttal arra vállalkoznak, hogy a stúdióban lévő 20 civil szereplő közül kitalálják, hogy ki az a 12, akik párt alkotnak. A produkcióban az életkorok helyett azt kell kitalálniuk majd a versenyzőknek, hogy ki kinek a párja az előttük álló emberek közül. Ha a sztárok ügyesen tippelgetnek, 15 millió forint is ütheti a markukat!